# Alfabeto ayami
El ayami (en árabe: عَجَمِيّ‎, romanizado: 'ajamiyy, lit. 'extranjero'), ajami, también llamado ʿajamiyyah (en árabe: عَجَمِيَّة‎, romanizado: 'ajamiyya), es una extensión del alfabeto árabe  que se utiliza para escribir lenguas africanas, en particular el mandé, el hausa y el suajili, además de otras como el mooré, el pulaar, el wólof y el yoruba. Para representar sonidos que no aparecen en el árabe estándar en lugar de añadir nuevas letras se vale de modificaciones que suelen consistir en puntos o líneas añadidos a letras preexistentes.

## Historia
Esta escritura se empezó a utilizar entre los siglos X y XVI. Probablemente fue creado originalmente con la intención de promover el Islam en África occidental . Los primeros idiomas escritos en la escritura fueron probablemente el antiguo Taseelhit o el amazigh medieval, el kanuri o el songhay . Posteriormente, Fulfulde, Hausa, Wolof y Yoruba utilizarían el guion. En el siglo XVII, la escritura se utilizaba para publicar poesía y textos religiosos. La poesía guineana fulani se escribió en Ajami desde mediados del siglo XVIII.
Durante el período precolonial, en las escuelas coránicas se enseñaba árabe a los niños musulmanes y, por extensión, ajami.
Tras la colonización occidental, se adoptó una ortografía latina para el hausa y la escritura ajami perdió popularidad. Algunos grupos y movimientos anticoloniales continuaron utilizando Ajami. Un renacimiento islámico en el siglo XIX provocó una ola de obras escritas por ajami.
El ajami sigue siendo de uso generalizado entre los círculos islámicos pero existe en digraphia entre la población en general. El ajami se usa ceremonialmente y para propósitos específicos, como preparaciones herbales locales en el idioma Jula .

## Hausa ajami
No existe un sistema estándar para usar el ajami y por lo que diferentes escritores pueden usar letras con valores diferentes. Las vocales cortas se escriben regularmente con la ayuda de signos vocálicos (que rara vez se utilizan en textos árabes distintos del Corán). Recientemente se han descubierto muchos manuscritos medievales en hausa, similares a los manuscritos de Tombuctú escritos en escritura Ajami. y algunos de ellos describen constelaciones y calendarios .
En la siguiente tabla, algunas vocales aparecen sobre la letra árabe para ta como ejemplo. También se indica que letras son inventadas y no aparecen en árabe estándar.
| Latín | AFI     | ajami                                       |
| ----- | ------- | ------------------------------------------- |
| a     | a       | ـَ                                           |
| a     | aː      | ـَا                                          |
| b     | b       | ب                                           |
| ɓ     | ɓ       | ب (igual que b), ٻ (no árabe)               |
| c     | tʃ      | ث                                           |
| d     | d       | د                                           |
| ɗ     | ɗ       | د (igual que d), ط (también se usa para ts) |
| e     | e       | ـٜ (no árabe)                                |
| e     | eː      | ـٰٜی (no árabe)                               |
| f     | ɸ       | ف                                           |
| g     | ɡ       | غ                                           |
| h     | h       | ه                                           |
| i     | i       | ـِ                                           |
| i     | iː      | ـِى                                          |
| j     | /(d)ʒ/  | ج                                           |
| k     | k       | ك                                           |
| ƙ     | kʼ      | ك (igual que k), ق                          |
| l     | l       | ل                                           |
| m     | m       | م                                           |
| n     | n       | ن                                           |
| o     | o       | ـُ (igual que u)                             |
| o     | oː      | ـُو (igual que u)                            |
| r     | r, ɽ    | ر                                           |
| s     | s       | س                                           |
| sh    | ʃ       | ش                                           |
| t     | t       | ت                                           |
| ts    | /(t)sʼ/ | ط (también se usa para ɗ), ڟ (no árabe)     |
| u     | u       | ـُ (igual que o)                             |
| u     | uː      | ـُو (igual que o)                            |
| w     | w       | و                                           |
| y     | j       | ی                                           |
| z     | z       | ز ذ                                         |
| ʼ     | ʔ       | ع                                           |